# 17 décembre 1958
Le mercredi 17 décembre 1958 est le 351e jour de l'année 1958.

## Naissances
- Mike Mills, bassiste du groupe de rock américain R.E.M.
- Orlando Maini, coureur cycliste italien
- Dave Poulin, joueur professionnel et entraîneur canadien de hockey sur glace
- Randy McMillan, joueur américain de football américain
- Roberto Tozzi, coureur italien de 400m
- Mathias Jung, biathlète allemand
- Louis-Bernard Koch, historien et scénariste de bande dessinée belge
- Jean-Luc Van Damme, producteur de cinéma belge
- Matthias Hoppe, joueur de hockey sur glace allemand
- Marc Bruimaud, écrivain français
- Donald Payne, Jr., homme politique américain

## Décès
- Richard Ungewitter (né le 18 décembre 1869), précurseur du naturisme allemand
- Joseph Vandemeulebroek (né le 17 novembre 1876), homme politique libéral belge
- Pierre-Antoine Cousteau (né le 18 mars 1906), journaliste français

## Autres événements
- Misère et Noblesse est diffusée à la télévision dans le cadre d'Au théâtre ce soir

- Sortie américaine du film Le Monstre des abîmes
- Sortie française du film Sérénade au Texas
- Premier vol de l'avion chinois Shenyang J-6
- Sortie du film Grand Canyon

- Sortie du film Cerf-volant du bout du monde
- Premier vol du biplace Wassmer WA-30 Bijave
- Sortie du film Le Dilemme du docteur